# فدرالیزاسیون اتحادیه اروپا
|               |  |                     |
| اتحادیه اروپا |  | منطقه اقتصادی اروپا |

|            |  |            |
| منطقه شنگن |  | منطقه یورو |

فدرالیزاسیون اتحادیه اروپا (انگلیسی: Federalisation of the European Union) یا تبدیل اتحادیه اروپا به ایالات متحده اروپا ادغام اروپایی از دهه ۱۹۵۰ فرایند ادغام اروپا شاهد تکامل یک نظام حکومتی فراملی بوده چنان‌که نهادهای اتحادیه اروپا از مفهوم فراحکومتی بودن دور شده و به سوی یک نظام فدرالیزه در حرکتند. به هرروی با پیمان ۱۹۹۲ اتحادیه اروپا از عناصر فراحکومتی در کنار نظامات فدرال تر رونمایی شد که تعریف اتحادیه اروپا را دشوارتر کرد. اتحادیه اروپا که از طریق یک نظام مرکب فراحکومتی و فراملیتی فعالیت می‌کند رسماً یک فدراسیون نیست گرچه ناظران دانشگاهی گوناگون آن را دارای مشخصه‌های یک نظام فدرال می‌دانند.